# Gotenhafen (rose)
'Gotenhafen' est un cultivar de rosier obtenu en 1940 par le rosiériste allemand Mathias Tantau (1882-1953). Son nom rend hommage au port de Gotenhafen (aujourd'hui Gdynia). Il est issu de 'Mevrouw Nathalie Nypels' (Leenders, 1919) x 'Kardinal' (Krause, 1933).

## Description
Ce rosier floribunda présente un buisson érigé et touffu, très ramifié. Ses fleurs regroupées en généreux bouquets sont de couleur rose carmin, de taille moyenne (6-8 cm), semi-doubles (8-15 pétales).
Ce rosier très florifère a connu un grand succès dans les années 1940-1960, pour sa couleur originale et sa bonne remontée, ainsi que sa grande résistance aux maladies. Il a besoin d'une exposition ensoleillée. Il supporte les grands froids (-25°) si son pied est bien protégé en hiver.